# Ahmed Mahir Paša
Ahmed Mahir Paša, egiptovski politik, * 1888, † 24. februar 1945.
Mahir Paša je bil predsednik vlade Egipta med 10. oktobrom 1944 in 24. februarjem 1945.